# Testimoni (dret processal)

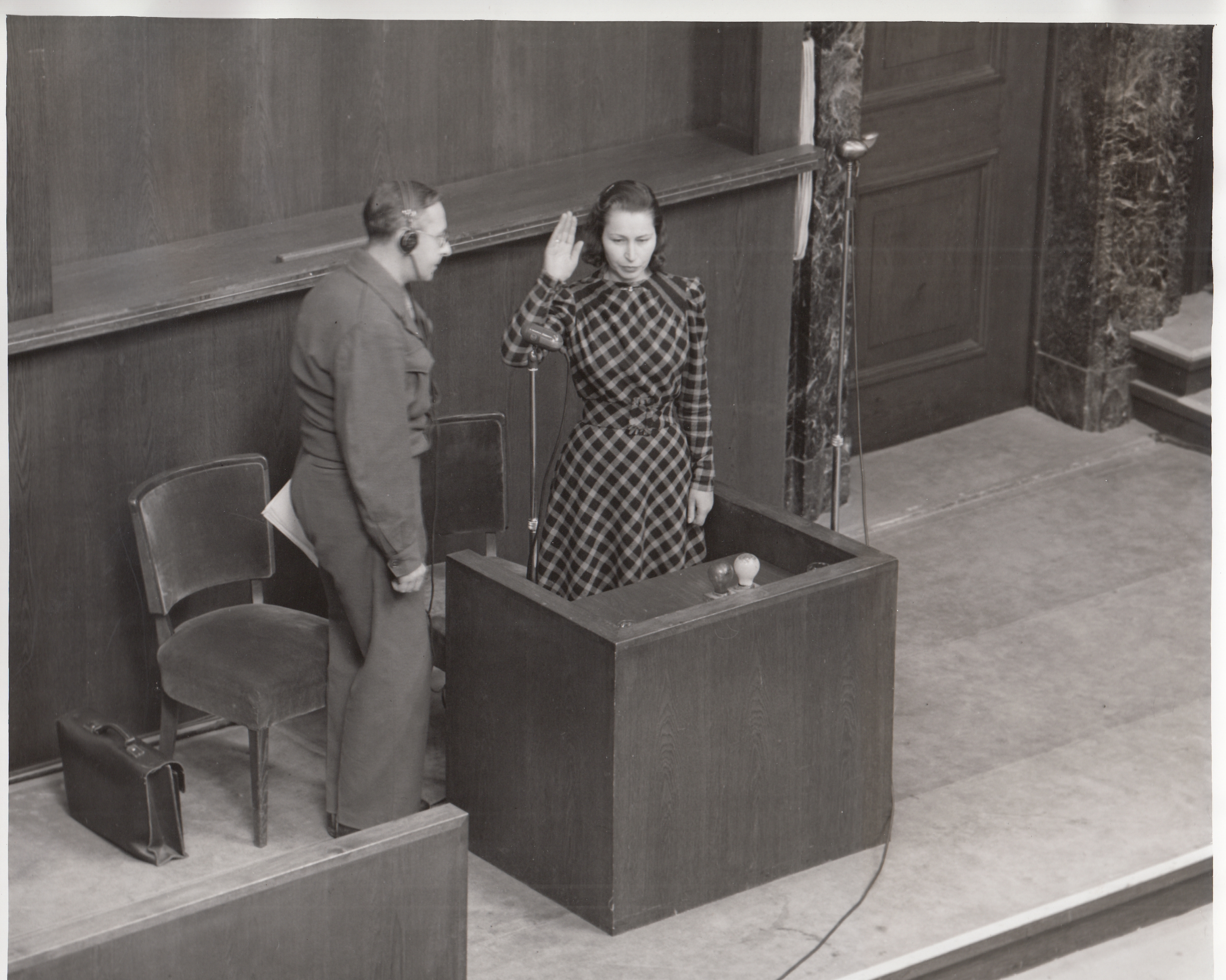
Una dona presta jurament abans de testificar al Judici dels metges.

En el dret, un testimoni és la persona que ha estat present i ha conegut per la vista o per l'oïda un esdeveniment amb el qual en pot donar fe i que declara voluntàriament davant un tribunal sobre fets que són rellevants per a la resolució d'un litigi vigent. L'esmentada declaració també rep el nom de «testimoni», si bé per diferenciar-la de la persona que la realitza, se sol anomenar «testimoniança» o «testimoniatge». Al seu torn, el testimoni pot ser un testimoni directe o no presencial (que és aquell que declara sobre una cosa que ha sentit o li han explicat).

## Testimoni en el dret processal
El testimoniatge és una de les diferents proves que poden plantejar-se en un judici. Per assegurar la seva validesa es pot fer jurament o promesa de la seva veracitat per descartar l'afinitat o enemistat que el testimoni pugui tenir amb alguna de les parts. Això significa que en cas que es demostrés que el testimoni va mentir en el procediment, hauria incorregut en el delicte de perjuri, i podria ser processat per això. També sol estar obligat a declarar, llevat que existeixi algun impediment taxat en la llei (per exemple, un secret professional). Les esmentades obligacions no són les mateixes per a totes les persones participants en un procediment judicial. Per exemple, en molts ordenaments jurídics, l'acusat no està obligat formalment a dir sempre la veritat i el més habitual és que tampoc no tingui obligació de declarar.
Un cas especial és el del pèrit, que en alguns casos es considera un testimoni no presencial que testifica pel seu coneixement en una àrea o matèria tècnica. En molts ordenaments jurídics, al pèrit no se'l considera testimoni, sinó que és una figura diferent i amb un altre tractament. Entre altres diferències, el treball del pèrit sol ser remunerat.

## Certificació i crèdit
No existeixen uns requisits específics que permetin ser o no ser testimoni en un judici. Al contrari, cada ordenament jurídic regula en el seu dret processal les característiques que ha de tenir la persona per ser testimoni en judici.
La veracitat dels testimonis oculars es presumeix generalment més fiable que les proves circumstancials. No obstant això, els testimonis individuals, per separat, sovint és defectuós i poden mancar parcialment de sentit. Això pot passar a causa d'errors en la identificació de testimonis oculars (com l'observació i els records defectuosos, o la parcialitat) o perquè un testimoni menteix. Si diverses persones presencien un delicte, és probatori buscar similituds en les descripcions col·lectives per corroborar els fets d'un esdeveniment, però tenir en compte els contrastos entre les descripcions individuals. La identificació dels testimonis sempre pot ajudar els detectius a fer-se una idea general de l'aspecte del delinqüent, però mai no han de fer girar el cas al voltant d'això perquè pot ser molt enganyós.
Per aquest motiu hi ha països on qualsevol persona amb capacitat d'explicar allò que ha vist o sentit pot ser testimoni, mentre que en d'altres es limita l'esmentada possibilitat, principalment als menors d'edat i als incapaços, amb idea de buscar la seva protecció, i tenint en compte que per les seves característiques són testimonis objectivament menys fiables. Els testimonis han de tenir com a mínim 14 anys d'edat.
A Catalunya es determina la protecció a testimonis en la Llei orgànica de protecció de testimonis i pèrits 19/1994 de 23/des/1994. Un testimoni pot ser obligat, mitjançant una citació dictada per un jutge, a prestar declaració davant d'un tribunal.

## En la cultura popular
Els judicis han sigut un tema recurrent en la cultura popular i han sigut l'escenari de novel·les, sèries de televisió o pel·lícules al llarg dels anys. En aquestes, el paper de testimonis i pèrits és determinant en el desenllaç de la trama. Com a exemples, es poden citar els clàssics de Hollywood Testimoni de càrrec (1957), Dotze homes sense pietat (1957) o Anatomia d'un assassinat (1959).